# 噴泉

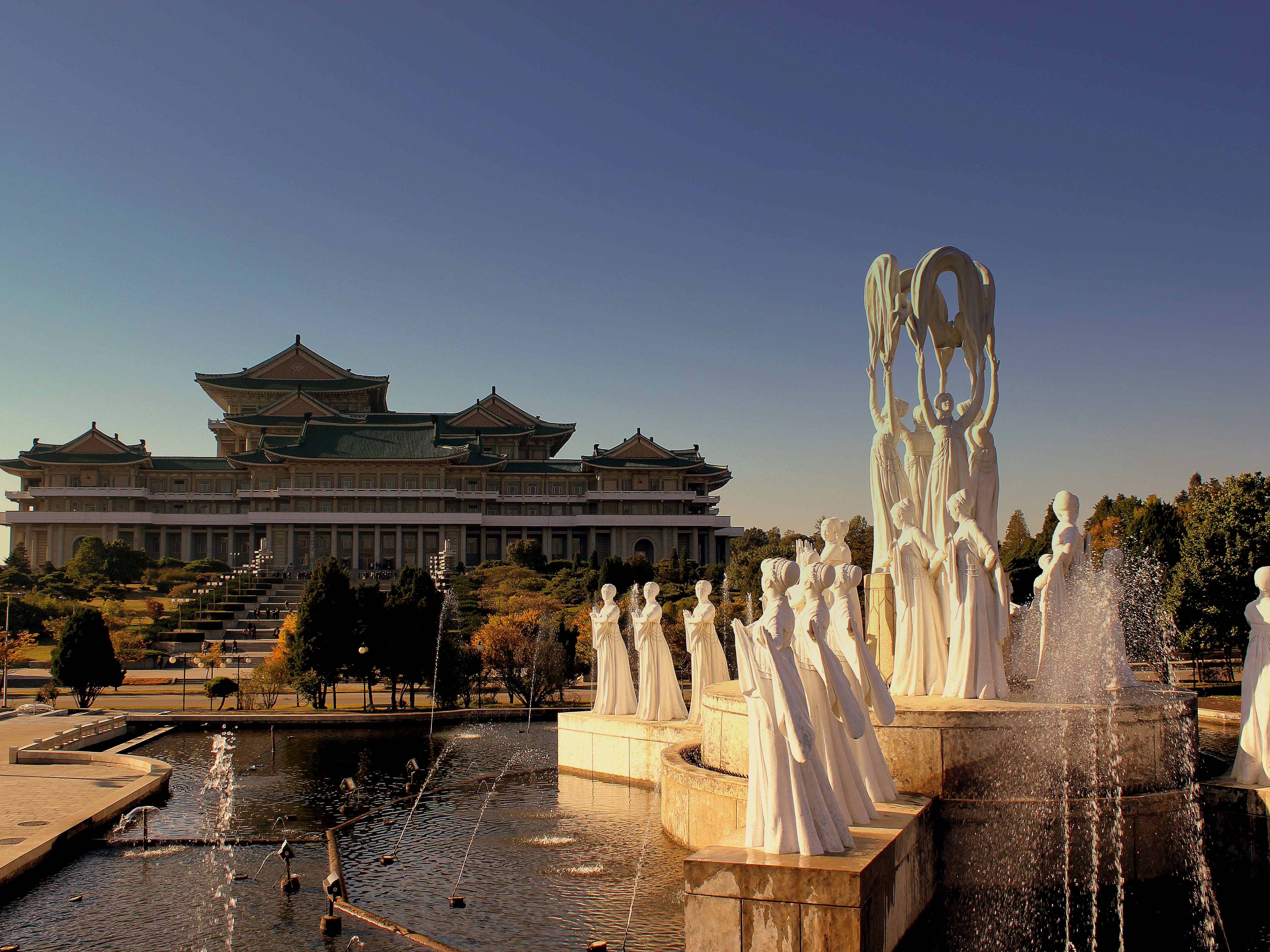
北韓平壤工人樂園噴泉

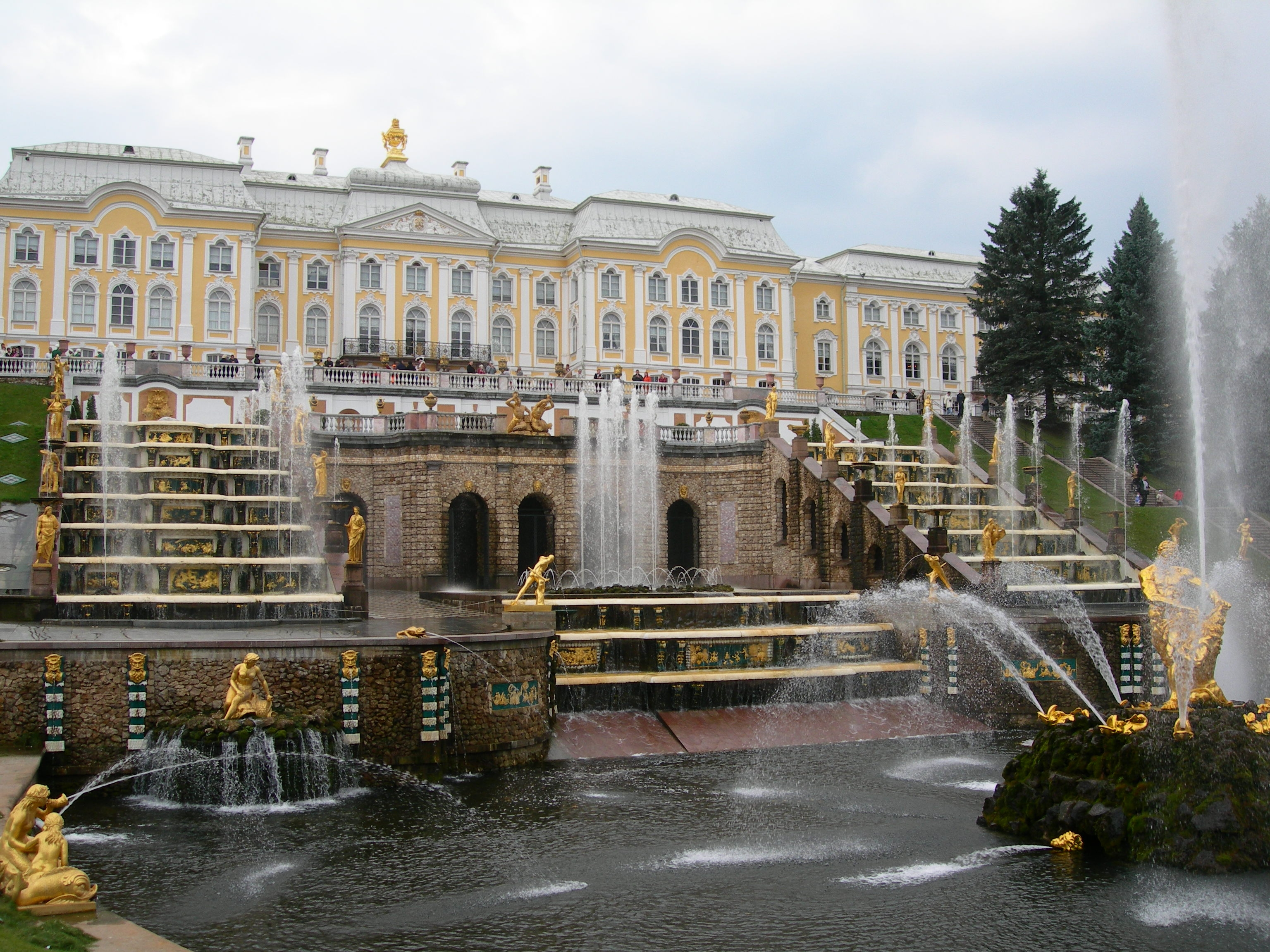
位於俄羅斯聖彼得堡的彼得霍夫宫

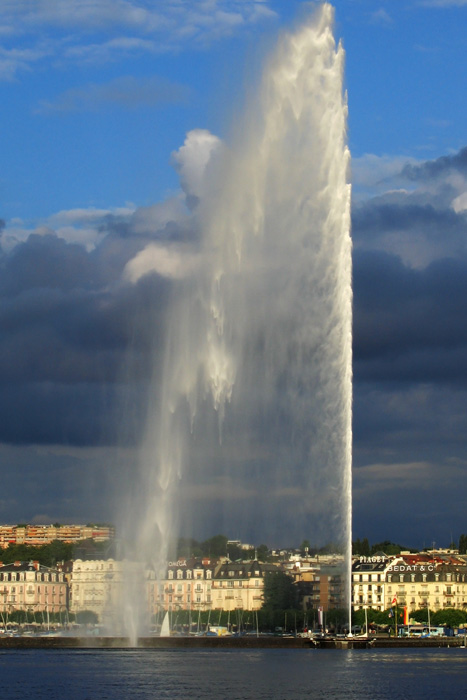
位於瑞士日內瓦的大噴泉

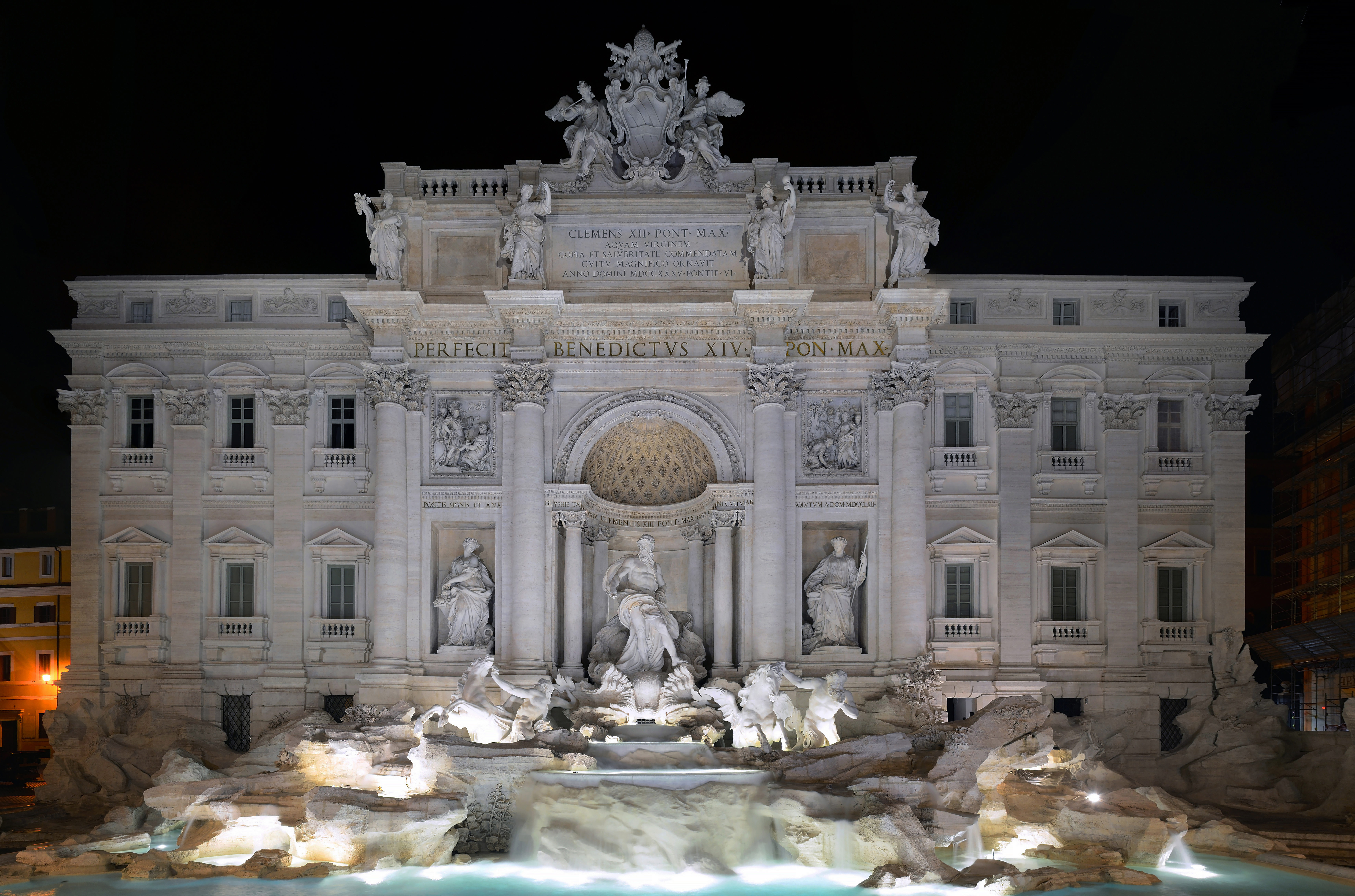
位於意大利首都羅馬的特雷維噴泉

噴泉，又稱噴水池，傳統上指的從源頭中向上噴出來的水流，天然的噴泉可以出現於山上或曠野上，有時候甚至會把周圍的盤地填滿。他們的一個共同點，是擁有足夠的水壓，當水流離開地面時有一定的壓力，自然會噴射到一定的高度。日內瓦湖裏的一個噴泉，就是現代著名的噴泉之一。
自古代以來，很多的噴泉也是一個人工水池中的裝飾品，位於一些高雅的花園中。在歐洲，很多噴泉口就位於一個古典雕刻上。

## 歷史
人工的噴泉，早就出現於古希臘時代。早期噴泉的運作，主要倚靠水流的重力，例如透過一段長距離的導水管，利用水流的慣性使它向上噴出一定的高度。在設計噴泉上，古希臘的水利工程師發揮創意，透過不同的機械零件與物理學原理，使噴泉自動運作。
在古波斯，噴泉也出現在古典的花園中。16世紀時，精美的噴泉是意大利與印度貴族花園的特色。
清朝乾隆年間，北京圓明園內也建造了一群仿西方的大型噴泉，稱大水法，後於第二次鴉片戰爭中被英法聯軍所毀。

## 音樂噴泉

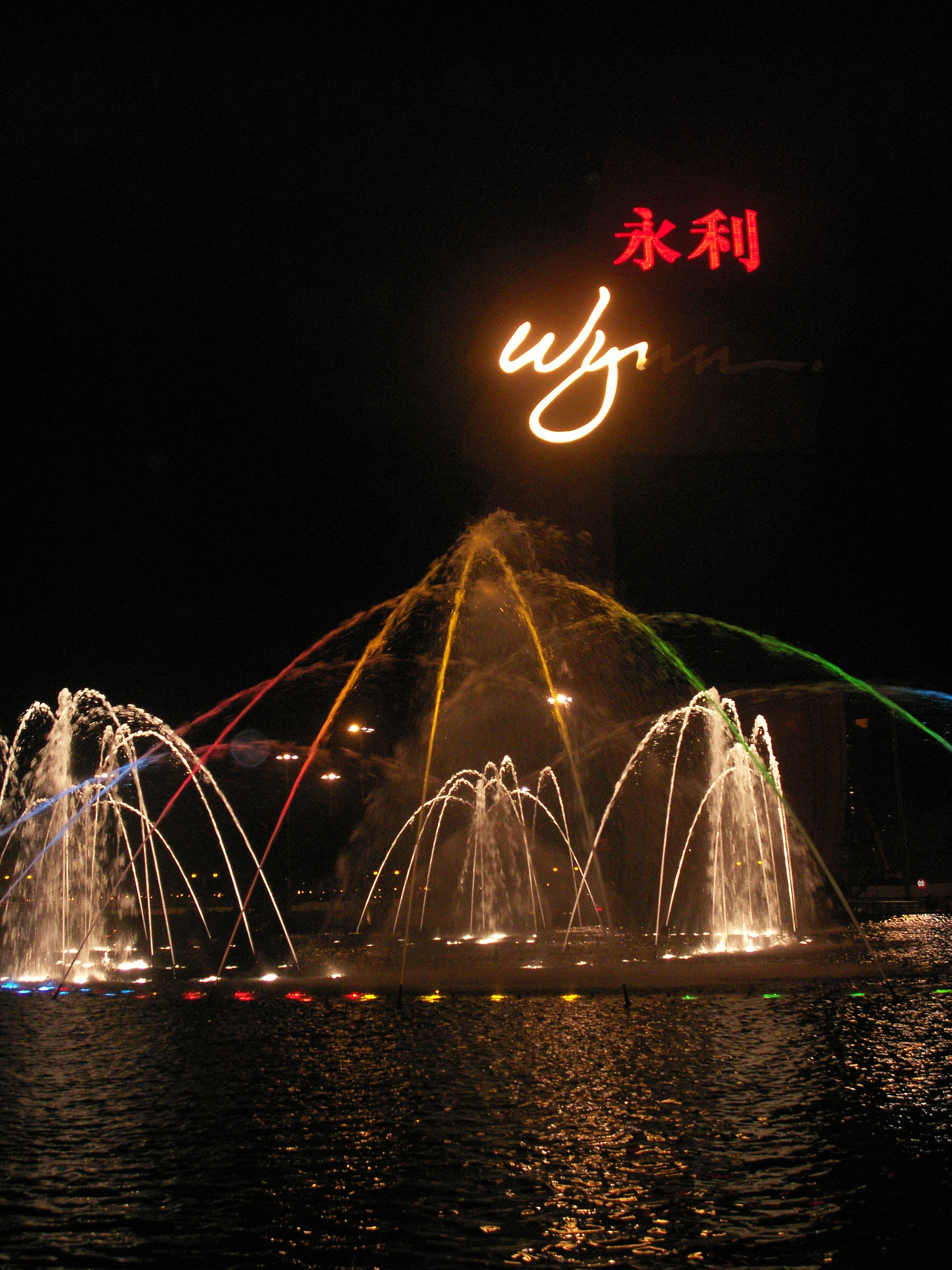
永利澳門音樂噴泉表演

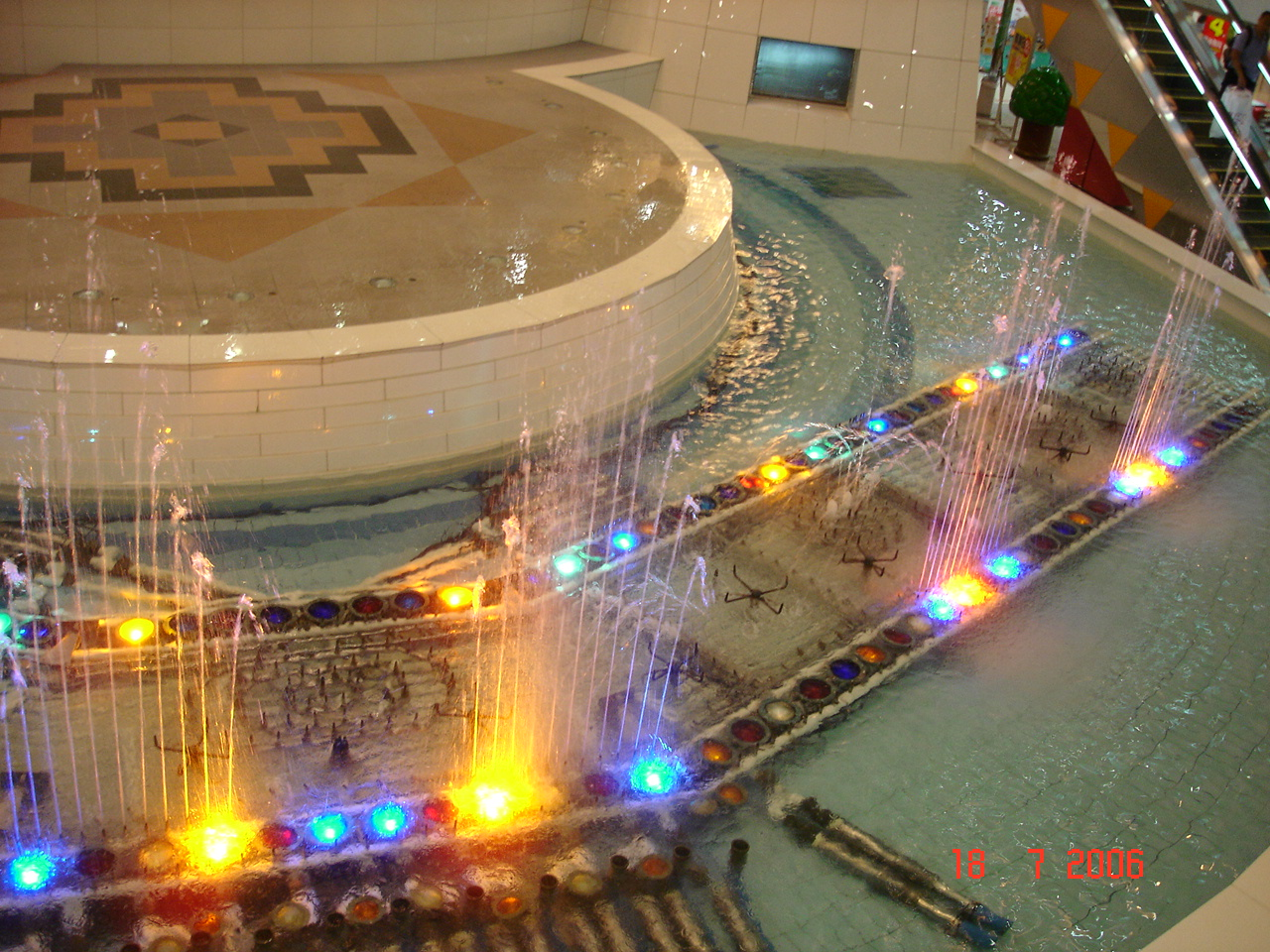
荃灣廣場音樂噴泉表演

音樂噴泉，意指噴泉（甚至包括水燈）伴隨音樂作出不同的效果。各個國家所選取的音樂不盡相同，但是古典音樂卻是絕大部份的選擇之一。以中國的音樂噴泉為例，所選取的音樂大也是中國傳統音樂，如梁祝等；而拉斯維加斯Bellagio Fountain所選取的音樂，則大多是英語歌曲，例如《My Heart Will Go On》、《Time To Say Goodbye》、《Fly Me To The Moon》等。

## 噴泉水型設計與變遷
在較早期，噴泉的水型包括：
- 扇形噴泉
- 大縱向搖擺噴泉
- 大孔雀噴泉
- 固定斜向噴泉
- 蘑菇噴泉
- 牽牛花噴泉
- 旋轉噴泉
- 縱向搖擺噴泉
- 橫向搖擺噴泉
- 孔雀噴泉
- 雪松噴泉
- 山形噴泉
- 可調方向噴泉
- 直上噴泉
- 百米噴泉
- 多層禮花噴泉
- 禮花噴泉
- 大禮花噴泉

在較後期，增加的噴泉水型包括：
- 跳跳泉
- 向心搖擺噴泉
- 扇形水幕噴泉
- 跑泉
- 爆炸噴泉
- 海鷗噴泉
- 水火相容噴泉
- Fan Oarsmen/扇形數碼噴泉®   (噴泉為扇形,噴泉可作360度轉動)
- 數碼噴泉/Oarsmen®（噴泉可作360度轉動）
- 花籃噴泉
- 氣爆噴泉/Shooter®（其中一個代表作為Shooters®系列，Wetdesign 專利設計，噴泉先噴出水，之後因噴出空氣發出嘭嘭聲，噴出高度愈高，嘭聲愈大）
- 蟹爪噴泉
- 花噴泉

## 著名的傳統噴泉
- 海神噴泉、四河噴泉和摩爾人噴泉，位於意大利首都羅馬的拿佛那廣場。
- 特雷維噴泉，同樣位於意大利首都羅馬，為現時世界上最大的巴洛克風格噴泉。
- 大瀑布噴泉，位於俄羅斯聯邦彼得宮。
- 阿加姆音樂噴泉建於1980年，位於法國巴黎的德方斯廣場。表演柴可夫斯基的《悲愴》交響曲、佩潘和阿樂納德合作的《水上芭蕾舞曲》等十多個精彩節目。
- 太陽神噴泉，位於法國凡爾賽宮。
- 諾姆甲堡噴泉，位於英國倫敦。能噴出多姿多彩的水造型。

## 噴泉之最
世界第一高噴泉世界第一高噴泉是位於沙特阿拉伯的吉達噴泉，水柱高度312米；而第二高是位於中國內蒙古康巴什噴泉，高度為230米。
世界第一大噴泉世界第一大噴泉為杜拜朱美拉棕櫚島棕櫚噴泉

## 符號編碼
噴泉符號編碼記載於雜項符號。
- U+26F2 ⛲ FOUNTAIN

## 外部連結
- Wetdesign（页面存档备份，存于） - Wet Design
- 中國水景噴泉專業網 - 中國水景噴泉專業網
- GHMF - Grand Haven Musical Fountain Development Site
- Waltzing Waters（页面存档备份，存于） - Waltzing Waters